# رومانو فلورياني موسوليني
رومانو فلورياني موسوليني (مواليد 27 يناير 2003) هو لاعب كرة قدم إيطالي يلعب في مركز الظهير الأيمن في نادي لاتسيو.

## روابط خارجية
- رومانو فلورياني موسوليني على موقع قاعدة بيانات كرة القدم.إي يو (الإنجليزية)
- رومانو فلورياني موسوليني على موقع ليكيب (الفرنسية)
- رومانو فلورياني موسوليني على موقع Soccerway.com (الإنجليزية)
- رومانو فلورياني موسوليني على موقع عالم كرة القدم.نت (الإنجليزية)